# St Leonards (Buckinghamshire)
St Leonards – wieś w Anglii, w hrabstwie Buckinghamshire, w dystrykcie (unitary authority) Buckinghamshire. Leży 48 km na północny zachód od centrum Londynu.